# Confederació Espanyola de la Petita i Mitjana Empresa
La Confederació Espanyola de la Petita i Mitja Empresa (CEPYME) es creà el 22 de setembre de 1977 com una Organització Professional de caràcter confederatiu i intersectorial, d'àmbit estatal, per a la defensa, representació i foment dels interessos de la petita i mitjana empresa i l'empresari autònom. Està reconeguda com a organització empresarial més representativa en l'àmbit estatal així com, representa a les pimes espanyoles en la Unió Europea. També participa en activitats d'una altra índole internacional, pel seu caràcter representatiu empresarial estatal. La seva seu està a Madrid.
Entre les funcions de CEPYME es troben l'atenció a les necessitats d'informació, assessorament, assistència tècnica, recerca i perfeccionament de les Organitzacions, empreses i empresaris afiliats, estudiant i divulgant quants temis puguin afectar la potenciació de la petita i mitja empresa.
CEPYME està integrada per 105 organitzacions empresarials territorials i sectorials,2019 i és membre de la Confederació Espanyola d'Organitzacions Empresarials (CEOE) des de 1980. El President de CEPYME és automàticament un dels Vicepresidents de la CEOE, tal com estableixen els estatuts d'aquesta.

## Òrgans de govern
El Govern de la Confederació està a càrrec de l'Assemblea General, de la Junta Directiva, del Comitè Executiu i de la Presidència. L'Assemblea General és l'òrgan sobirà de la Confederació, en el qual estan representades totes i cadascuna les Organitzacions membre, les quals al seu torn també tenen representació en la Junta Directiva, que és l'òrgan ordinari de gestió de la Confederació.
El Comitè Executiu és l'òrgan Col·legiat de permanent actuació en l'adreça, gestió i administració de la Confederació. El seu nombre de membres no excedeix de vint-i-sis i està integrat pel President, Vicepresidents i Vocals escollits per l'Assemblea General per a un mandat de quatre anys.
El President és el càrrec de major rang de la Confederació, corresponent-li la representació de la mateixa i l'adopció de les decisions necessàries per a l'execució i compliment dels seus objectius.

## Estatuts
Els Estatuts de CEPYME estableixen com a finalitats i funcions de la Confederació:
- Fomentar i defensar el sistema de lliure iniciativa i l'economia de mercat.
- Cooperar amb l'Administració Pública i els Sindicats de Treballadors amb vista a aconseguir un creixement estable dins de l'entorn de pau social necessària i l'assoliment d'un adequat nivell de qualitat de vida.
- Actuar en defensa dels interessos de la petita i mitjana empresa, amb absoluta independència de l'Administració Pública i de qualsevol grup de pressió o partit polític.
- Postular un model econòmic en el qual la redistribució de rendes no interfereixi amb l'adequada utilització dels recursos, inclosa la capacitat empresarial, i en el qual la petita i mitja empresa, tingui els mitjans necessaris per exercir l'important paper econòmic i social que li correspon.
- Servir d'òrgan d'unió i coordinació de les organitzacions, empreses i empresaris afiliats, fomentant l'esperit de solidaritat entre aquests.
- Assumir la representació i defensa de la petita i mitjana empresa davant l'Estat i quantes institucions nacionals i internacionals correspongui.
- Negociar amb les Centrals Sindicals tots els acords en matèries soci-laborals i econòmiques que calguin, en la mesura i manera que defineixin els òrgans de Govern de la Confederació.
- Canalitzar la representació de la petita i mitja empresa en els òrgans de participació, qualsevol que sigui el seu àmbit.
- Atendre les necessitats d'informació, formació, assessorament, assistència tècnica, recerca i perfeccionament de l'empresa i els empresaris afiliats, estudiant i divulgant quants temis puguin afectar la potenciació de la petita i mitja empresa.
- Promoure, gestionar i dur a terme, pel seu o a través de tercers, quantes activitats o serveis de naturalesa social, professional, econòmica, assistència, o de previsió, siguin acordats pels òrgans de Govern en interès dels seus afiliats.
- Instar i col·laborar en la creació d'institucions, fundacions, clubs o societats que ajudin a aconseguir les finalitats de la confederació.

## Presidents
1. Agustín Rodríguez Sahagún (setembre de 1977 - març de 1978). Fou nomenat Ministre d'Indústria.
2. Luis González Cascos (març de 1978 - desembre de 1978).
3. Javier González-Estéfani Aguilera (desembre de 1978 - setembre de 1982).
4. Juan Jiménez Aguilar (President en funcions entre setembre de 1982 - gener de 1983 / President entre gener de 1983 - juny de 1984).
5. Ángel Panero Flórez (juny de 1984 - juny de 1990).
6. Manuel Otero Luna (juny de 1990 - març de 1998).
7. Antonio Masa Godoy (març de 1998 - maig de 2002).
8. Jesús Bárcenas López (maig de 2002 - juny de 2010).
9. Jesús Terciado Valls (juny de 2010 - 2014).
10. Antonio Garamendi: (setembre de 2014-gener de 2019)
11. Gerardo Cuerva: (gener de 2019-avui.[2]